# Aureliano Chaves
Antônio Aureliano Claus de Mendonça (Tres Pontas, 13 de gener de 1929 — Itajubá, 1 de maig de 2003) va ser un polític brasiler, governador de Mines Gerais (1975-1978) i vicepresident de la República (1979-1985).
Va ser el primer vice civil del règim militar des de Pedro Aleixo (el vice d'Artur da Costa e Silva, qui no va arribar a exercir el càrrec i fou reemplaçat per una junta militar), ja indicant la dissolució de les bases del règim. Va ocupar la titularitat per dos períodes relativament extensos (dos mesos el 1981 i a prop d'un mes el 1983), a causa dels problemes de salut de João Figueiredo.